# AUSCANNZUKUS
AUSCANNZUKUS – porozumienie międzynarodowe zawarte przez państwa anglojęzyczne, od których angielskich skrótów bierze się nazwa (AUS – Australia, CAN – Kanada, NZ – Nowa Zelandia, UK – Wielka Brytania, US – Stany Zjednoczone). W ramach porozumienia ustalono zasady współpracy marynarki wojennej tych państw na poziomie dowodzenia, kontroli, komunikacji i komputerów (z ang. C4 – Command, Control, Communications and Computers).